# Schneisingen
Schneisingen (schweizerdeutsch: ˈʃnæisigə) ist eine Einwohnergemeinde im Schweizer Kanton Aargau. Sie gehört zum Bezirk Zurzach und liegt an der Grenze zum Kanton Zürich sowie rund fünf Kilometer südlich der Grenze zu Deutschland.

## Geographie
Die Gemeinde liegt in einem zwei Kilometer langen Seitental der Surb, das von eiszeitlichen Schotterterrassen umgeben ist.
Schneisingen besteht aus mehreren Ortsteilen, die locker zusammengewachsen sind und der Gemeinde eher den Charakter einer Streusiedlung verleihen. Von der südöstlichen Ecke des Gemeindegebiets in Richtung Nordwesten sind dies Hüniken (445 m ü. M.), Unterschneisingen (460 m ü. M.), Mittelschneisingen (493 m ü. M.) und Oberschneisingen (531 m ü. M.). Nicht mit diesen Ortsteilen verbunden ist der Weiler Widen (475 m ü. M.), der rund einen Kilometer von Oberschneisingen entfernt unmittelbar an der Gemeindegrenze zu Lengnau liegt.
Das Gelände westlich des Seitentals besteht aus dem sanften Abhang der Egg (600 m ü. M.) zwischen Oberschneisingen und Widen. Daran schliesst sich die weitläufige Hochebene des Bowalds an, die eine Höhe von 607 Metern erreicht. Ganz im Norden besitzt Schneisingen einen kleinen Anteil am Tal des Chrüzlibachs, der bei Rekingen in den Hochrhein mündet. Das Gelände östlich des Seitentals ist wesentlich steiler und steigt zum 596 Meter hohen Schüliberg an, der ebenfalls eine Hochebene aufweist.
Die Fläche des Gemeindegebiets beträgt 826 Hektaren, davon sind 348 Hektaren bewaldet und 85 Hektaren überbaut. Der höchste Punkt liegt auf 611 Metern beim Schüliberg im Gebiet Platten, der tiefste auf 440 Metern an der Surb. Nachbargemeinden sind Zurzach im Norden, Siglistorf im Nordosten, Niederweningen im Osten, Ehrendingen im Süden, Lengnau im Westen.

## Geschichte
Fundgegenstände deuten darauf hin, dass die Gegend schon während der Römerzeit besiedelt war. Die erste urkundliche Erwähnung von Sneisanch erfolgte im Jahr 1113. Der Ortsname stammt vom althochdeutschen Sneisunwang und bedeutet «Abhang bei der Schneise». Die Edlen von Waldhausen stifteten damals die Propstei Wislikofen und schenkten dem Kloster St. Blasien zu diesem Zweck umfangreichen Grundbesitz in der Region. Nachdem die Freiherren von Regensberg und später das Bistum Konstanz für einige Jahrzehnte die niedere Gerichtsbarkeit ausgeübt hatten, kam diese schliesslich ebenfalls zum Kloster. Die Blutgerichtsbarkeit und die Landeshoheit lagen zunächst bei den Grafen von Kyburg, ab 1273 bei den Habsburgern.

Luftansicht (1971)

Die Eidgenossen eroberten 1415 den Aargau. Schneisingen gehörte fortan zum Amt Ehrendingen der Grafschaft Baden, einer Gemeinen Herrschaft. 1681 verpfändete das Kloster die niedere Gerichtsbarkeit an die Familie Schnorf aus Baden, die ein repräsentatives Wohnhaus errichten liess und bis 1798 sämtliche Untervögte stellte. Vier grosse Brände in den Jahren 1771, 1773, 1780 und 1785 richteten erheblichen Sachschaden an. Im März 1798 nahmen die Franzosen die Schweiz ein und riefen die Helvetische Republik aus. Schneisingen war zunächst eine Gemeinde im kurzlebigen Kanton Baden, seit 1803 gehört sie zum Kanton Aargau.
Seit der Zeit der Helvetik befindet sich im Bowald nördlich von Oberschneisingen ein Alpenrosengarten, was im Tafeljura einmalig ist. Der Sage nach sollen die Samen von Flüchtlingen aus Nidwalden hierher gebracht worden sein, als sie vor Napoleons Truppen flohen. Seit 1874 steht der Alpenrosengarten unter Naturschutz. Noch heute wird Schneisingen oft auch als «Alpenrosendorf» bezeichnet.
1891 erhielt Schneisingen einen Anschluss ans Eisenbahnnetz, als die Wehntalbahn von Dielsdorf nach Niederweningen eröffnet wurde; der Bahnhof steht exakt an der Gemeindegrenze. Der Weiterbau als Surbtalbahn durch das Surbtal nach Döttingen kam nie zustande und musste 1937 endgültig zu den Akten gelegt werden. Die Industrialisierung Ende des 19. Jahrhunderts stoppte den Bevölkerungsrückgang. Neben dem Bahnhof entstand ein Teil der Niederweninger Maschinenfabrik Bucher. Allein seit 1970 hat die Bevölkerungszahl um mehr als zwei Drittel zugenommen.

## Sehenswürdigkeiten

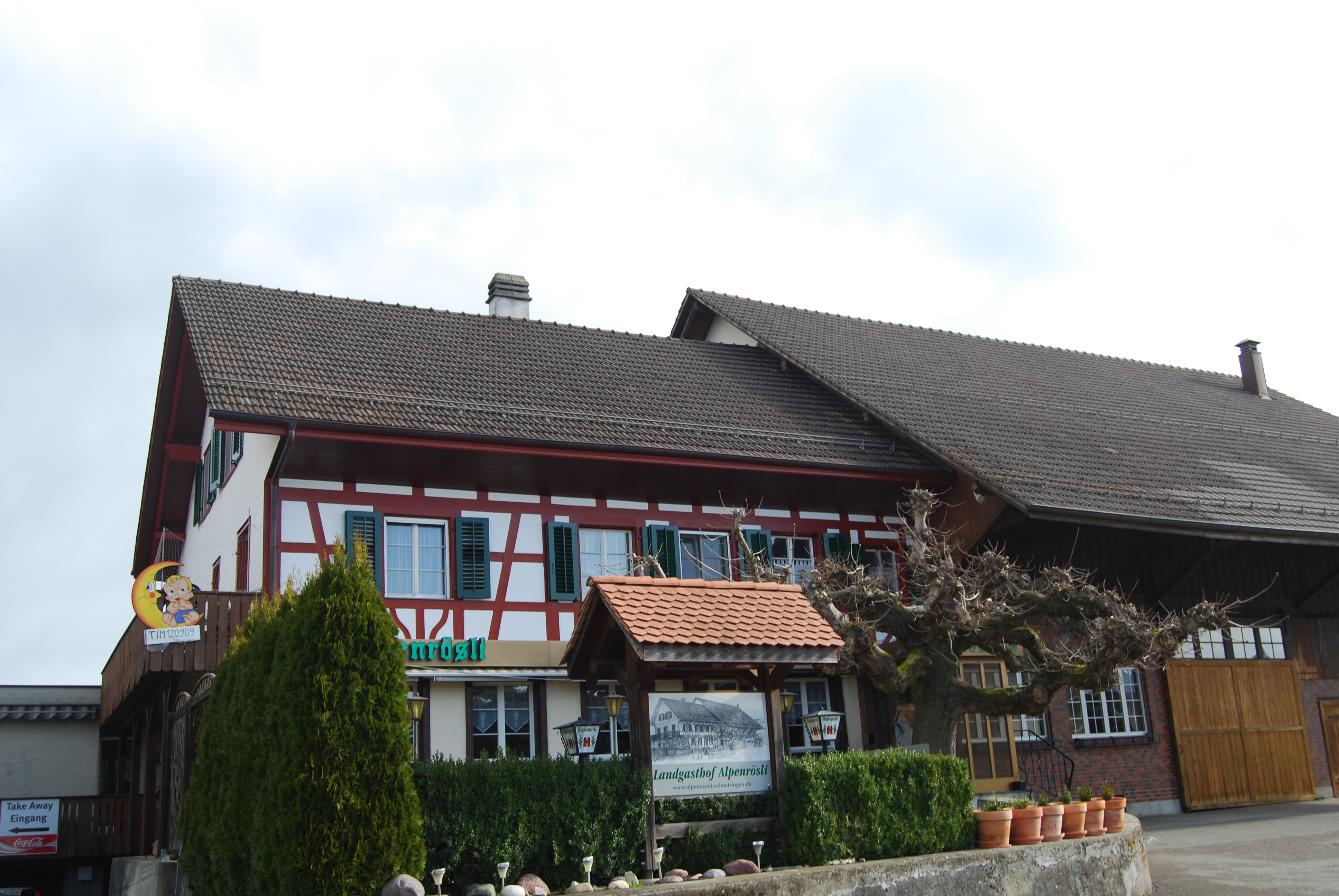
Landgasthof Alpenrösli

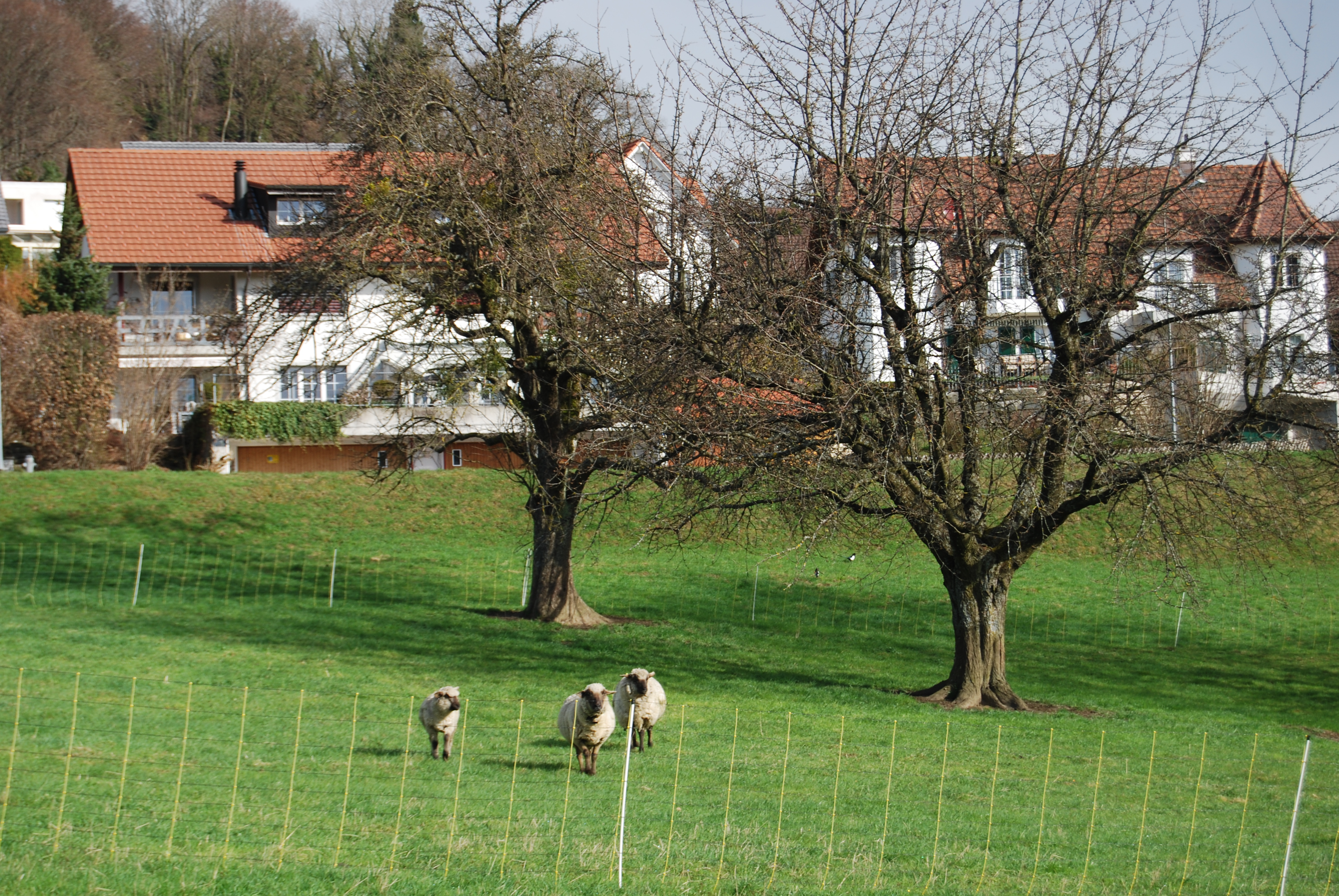
Schafe in Oberschneisingen

Jedes Jahr wird in Schneisingen zwischen Ende Mai und Mitte Juni das Alpenrosenfest gefeiert. Dabei lebt die Sage der Alpenrosen wieder ein bisschen auf. Dies findet rund um das Naturschutzgebiet der Alpenrosen statt. Organisiert wird es von der Musikgesellschaft Schneisingen.

## Wappen
Die Blasonierung des Gemeindewappens lautet: «In Blau über hohem grünen Dreiberg zwei sechsstrahlige gelbe Sterne.» Das Wappen war erstmals 1872 auf dem Gemeindesiegel abgebildet. Mit Grün und Blau herrschen zwei dunkle Farben vor, die sich gegenseitig neutralisieren. 2002 schlug die kantonale Wappenkommission vor, entsprechend den heraldischen Farbregeln den Dreiberg gelb oder weiss zu färben, was der Gemeinderat jedoch ablehnte.

## Bevölkerung
Die Einwohnerzahlen entwickelten sich wie folgt:
| Jahr      | 1799 | 1850 | 1900 | 1930 | 1950 | 1960 | 1970 | 1980 | 1990 | 2000 | 2010 | 2015 | 2020 |
| Einwohner | 442  | 623  | 536  | 602  | 778  | 878  | 874  | 1037 | 1135 | 1232 | 1339 | 1345 | 1491 |

Am 31. Dezember 2023 lebten 1562 Menschen in Schneisingen, der Ausländeranteil betrug 14,1 %. Bei der Volkszählung 2015 bezeichneten sich 43,6 % als römisch-katholisch und 26,3 % als reformiert; 30,1 % waren konfessionslos oder gehörten anderen Glaubensrichtungen an. 94,5 % gaben bei der Volkszählung 2000 Deutsch als ihre Hauptsprache an und 1,1 % Albanisch.

## Politik und Recht
Die Versammlung der Stimmberechtigten, die Gemeindeversammlung, übt die Legislativgewalt aus. Ausführende Behörde ist der fünfköpfige Gemeinderat. Er wird im Majorzverfahren vom Volk gewählt, seine Amtsdauer beträgt vier Jahre. Der Gemeinderat führt und repräsentiert die Gemeinde. Dazu vollzieht er die Beschlüsse der Gemeindeversammlung und die Aufgaben, die ihm vom Kanton zugeteilt wurden. Für Rechtsstreitigkeiten ist in erster Instanz das Bezirksgericht Zurzach zuständig. Schneisingen gehört zum Friedensrichterkreis XVII (Zurzach).

## Wirtschaft
In Schneisingen gibt es gemäss der im Jahr 2015 erhobenen Statistik der Unternehmensstruktur (STATENT) rund 320 Arbeitsplätze, davon 20 % in der Landwirtschaft, 27 % in der Industrie und 53 % im Dienstleistungssektor. Die wichtigste Firma ist das Maschinen- und Fahrzeugbau-Unternehmen Bucher Industries, dessen Fabrikgelände sich teilweise auf Schneisinger Gebiet befindet. Die meisten Erwerbstätigen sind Wegpendler und arbeiten in der Region Baden oder in der Agglomeration Zürich.

## Verkehr
Schneisingen liegt an der Hauptstrasse 17, die von Döttingen durch das Surbtal und das Wehntal nach Zürich führt. Von dieser zweigt die Kantonsstrasse 431 nach Siglistorf und Mellikon ab. Der Bahnhof Niederweningen, die Endstation einer Linie der S-Bahn Zürich, liegt exakt an der Kantonsgrenze. Von dort aus führt eine Postautolinie über Endingen nach Döttingen, ebenso wird sie von der Postautolinie vom Bahnhof Baden nach Kaiserstuhl erschlossen. An Wochenenden verkehrt ein Nachtbus von Baden über das Surbtal und Klingnau nach Bad Zurzach.

## Bildung
Die Gemeinde verfügt über einen Kindergarten und ein Schulhaus, in dem die Primarschule unterrichtet wird. Die Realschule und die Sekundarschule können in Lengnau besucht werden, die Bezirksschule in Endingen. Die nächstgelegenen Gymnasien sind die Kantonsschule Baden und die Kantonsschule Wettingen.

## Persönlichkeiten
- Max Knecht (1929–2016), Politiker